# Automolis incensa
Automolis incensa is een vlinder uit de familie spinneruilen (Erebidae), onderfamilie beervlinders (Arctiinae). De wetenschappelijke naam van de soort is voor het eerst geldig gepubliceerd in 1864 door Walker.
Deze nachtvlinder komt voor in tropisch Afrika.